# Orquestra Sinfônica de Pittsburgh
A Orquestra Sinfônica de Pittsburgh (em inglês, Pittsburgh Symphony Orchestra) é uma orquestra sinfônica americana baseada no Heinz Hall, no Distrito Cultural de Pittsburgh, Pensilvânia.

## História
A orquestra foi fundada em 1895, pela Sociedade de Artes de Pittsburgh, com o maestro Frederic Archer, que trouxe muitos músicos da Orquestra Sinfônica de Boston. Archer deixou a orquestra em 1898 e foi substituído por Victor Herbert, que fez uma série de turnês com a orquestra. Herbert foi sucedido por Emil Paur em 1904. Com ele, a orquestra atraiu inúmeros maestros convidados, como Edward Elgar e Richard Strauss. Apesar de tudo, em 1910,  a orquestra foi dissolvida em razão de de dificuldades financeiras.

## Reorganização
Em 1926 a orquestra foi restabelecida, graças aos esforços dos músicos, que ensaiavam gratuitamente e contribuíam financeiramente para que fosse possível realizar uma nova temporada no ano seguinte. Elias Breeskin foi o regente no primeiro ano. Em 1930, Antonio Modarelli tornou-se o maestro. Em 1937, Otto Klemperer foi contratado para reorganizar a orquestra, elevando-a rapidamente a um nível de excelência internacional.
Desde então, a orquestra tem experimentado  crescimento e desenvolvimento contínuos, incluindo a criação de um fundo substancial. Fritz Reiner (1938-1948), que regeu a orquestra e foi seu diretor musical por uma década,  impôs suas técnicas precisas. Com ele, a orquestra fez um grande número de gravações, com um vasto repertório, incluindo trabalhos de Mozart, Richard Strauss e Béla Bartók. De 1948 a 1952, vários maestros convidados conduziram a orquestra, incluindo Leonard Bernstein e Leopold Stokowski.
William Steinberg tornou-se o diretor musical em 1952. Promoveu uma turnê pela Europa e uma série de gravações e deixou a orquestra em 1976. André Previn sucedeu Steinberg, em 1976 e regeu uma série de concertos chamada   Previn e a Pittsburgh. Os concertos foram transmitidos pela PBS. Com a saída de Previn, em 1984, Lorin Maazel, que nasceu em Pittsburgh, tornou-se  consultor musical da orquestra, entre 1984 e 1988, e diretor musical, de 1988 a 1996.  Com ele, a orquestra também realizou uma série de turnês internacionais.  Marvin Hamlisch foi o principal regente de música popular desde 1995 até sua morte, em  2012.  Mariss Jansons sucedeu Maazel e foi diretor musical  de 1997 a 2004, aumentando a reputação artística da orquestra.

## A orquestra hoje
Em 2005, a orquestra começou um período sem ter um único diretor musical. Durante esse período, teve Yan Pascal Tortelier  como maestro convidado residente, Sir Andrew Davis como diretor artístico adjunto e Marek Janowski, como maestro convidado. O contrato original de Davis iria até a temporada de 2007-2008, mas, em outubro de 2007, Davis e a orquestra  concordaram que seu contrato terminaria antecipadamente, e, assim,  ele não regeu durante a temporada 2007-2008.
A orquestra voltou à   hierarquia  tradicional e, em janeiro de 2007,  o maestro austríaco  Manfred Honeck tornou-se o novo diretor musical . Ele regeu a orquestra pela primeira vez em maio de 2006 e voltou  a conduzi-la em novembro de 2006. Seu contrato inicial era de três anos. Em setembro de 2009, o contrato foi prolongado até a temporada de 2015-2016. Em junho de 2007 a orquestra anunciou que Leonard Slatkin seria o maestro convidado residente, na temporada 2008-2009.

## Diretores Musicais
| - 1895–1898 Frederic Archer - 1898–1904 Victor Herbert - 1904–1910 Emil Paur - 1930–1937 Antonio Modarelli - 1937 Otto Klemperer - 1938–1948 Fritz Reiner - 1948–1952 Vladimir Bakaleinikov | - 1948–1952 Victor de Sabata - 1952–1976 William Steinberg - 1976–1984 André Previn - 1984–1996 Lorin Maazel - 1996–2004 Mariss Jansons - 2005–2008 Andrew Davis - 2008–presente Manfred Honeck |